# Bender (Stadt)
Bender (russisch Бендеры Bendery; auch Tighina kyrillisch Тигина; ukrainisch Бендери Bendery) ist eine am westlichen Ufer des Flusses Dnister (rumänisch Nistru; russisch Dnestr) gelegene Stadt in Transnistrien bzw. der Republik Moldau. Die Kontrolle über die Stadt liegt seit 1992 ausschließlich bei Transnistrien.
Sie ist mit 93.751 Einwohnern (Stand 2010) die zweitgrößte Stadt des international nicht anerkannten Staates Transnistrien und nimmt den vierten Platz unter den bevölkerungsreichsten Städten Moldaus ein. Zusammen mit dem nahegelegenen Tiraspol sowie mit einigen Umlandsgemeinden bildet Bender eine Agglomeration mit knapp 350.000 Einwohnern.

## Geographie
Bender ist vom Kontinentalklima geprägt, mit kühlen Wintern und heißen Sommern. Nordwestlich der Stadt liegt mit dem Wald von Hîrbovăț eines der größten Waldgebiete Moldaus.

## Name
Bender bzw. Bendery wurde erstmals im Jahr 1408 in einem altostslawischen Dokument unter der Bezeichnung Тягянакача („Tjagjanakatscha“) erwähnt. Die Stadt gehörte unter dem Namen Tighina bis 1538 zum Fürstentum Moldau. Als die Osmanen die Stadt einnahmen, wurde sie in Bender umbenannt, wohl nach dem türkischen Wort für „das Tor“. Möglicherweise wurde der Name auch vom persischen Bandar [bæn'dær] für „Hafen“ abgeleitet.
1812 wurde Bender ein Teil des Russischen Reichs, das von nun an Bendery (russisch Бендеры) als offiziellen Namen verwendete. Nach dem Ersten Weltkrieg wurde Bessarabien an Rumänien angeschlossen und die alte Bezeichnung Tighina wiedereingeführt. Dies änderte sich, als die Stadt 1940 an die Sowjetunion fiel. In der Moldauischen SSR gab es zwei Amtssprachen, Moldauisch (Rumänisch) und Russisch. Auf Russisch hieß die Stadt offiziell wieder Bendery, auf Moldauisch nun Bender, da von der Sowjetunion die Bezeichnung Tighina mit rumänischem Nationalismus in Verbindung gebracht wurde.
Die transnistrischen Autoritäten hielten nach dem Zerfall der Sowjetunion 1991 an der sowjetischen Namensgebung fest und versuchen seitdem Bendery auch als internationale Bezeichnung der Stadt durchzusetzen. In der Republik Moldau wird in offiziellen Dokumenten der Name Bender verwendet. Unter konservativen und nationalistischen Kreisen in Moldau sowie in Rumänien dominiert die Bezeichnung Tighina. In der Stadt selbst wird diese Bezeichnung, auch unter ethnischen Moldauern, aber nur noch selten verwendet.

## Geschichte
Anfang des 16. Jahrhunderts ließ der Fürst Ștefan cel Mare dort ein Fort bauen. 1538 wurde die Stadt vom Osmanischen Reich unter Süleyman I. erobert, annektiert und in eine türkische Reâyâ verwandelt. Bender gehörte daraufhin zum osmanischen Eyâlet Silistra. Die neuen Herrscher bauten das Fort zu einer Festung aus. Die Festung am Westufer des Dnister bildete ein Zentrum des Islam in Moldau.
Die Festung war ab 1709 Zufluchtsort für Schwedens König Karl XII. nach der Niederlage in der Schlacht bei Poltawa. 1713 mussten die Schweden nach dem Handgemenge von Bender das Lager in Varnița räumen, da Sultan Ahmed III. den weiteren Aufenthalt Karls in Bender/Varnița nicht mehr gestattete.

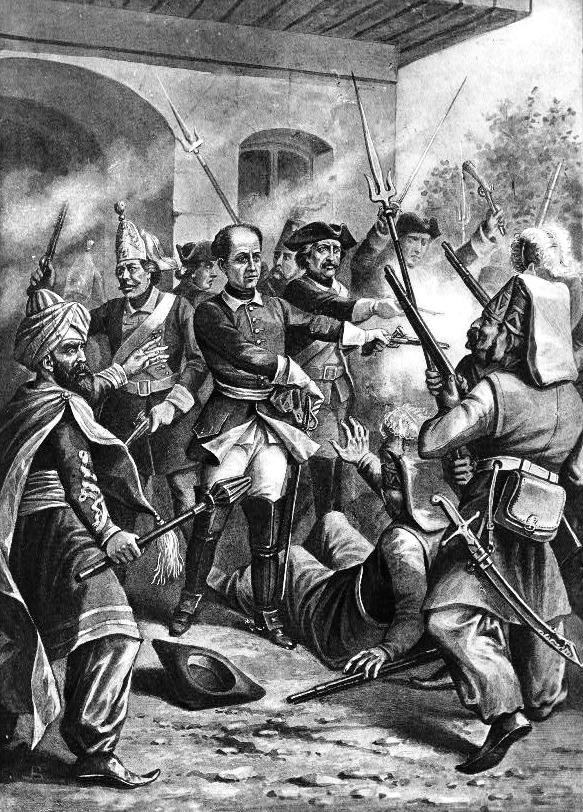
Das Handgemenge von Bender

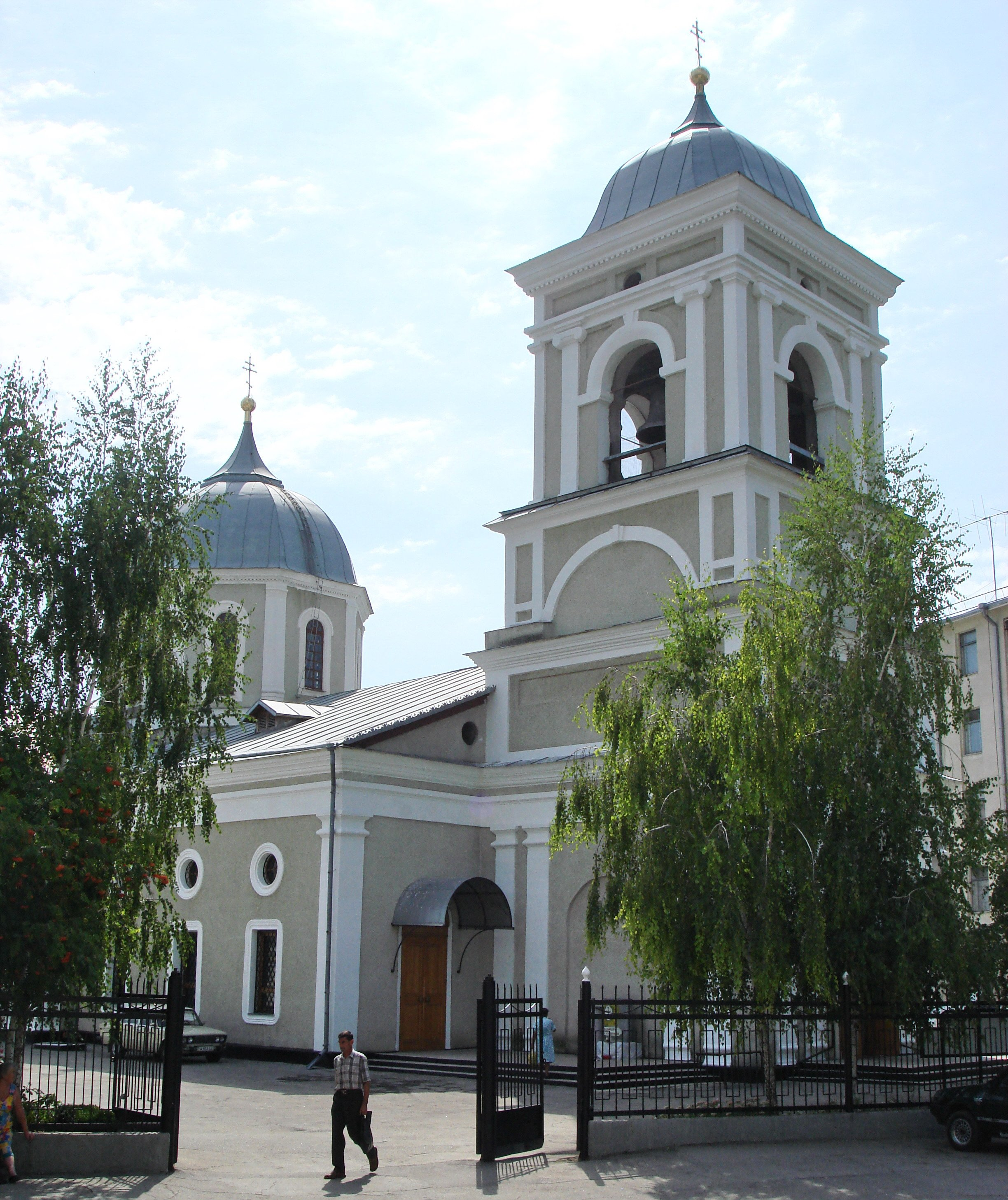
„Preobraschenski Kafedralny Sobor“, Moldauisch-Orthodoxe Kirche

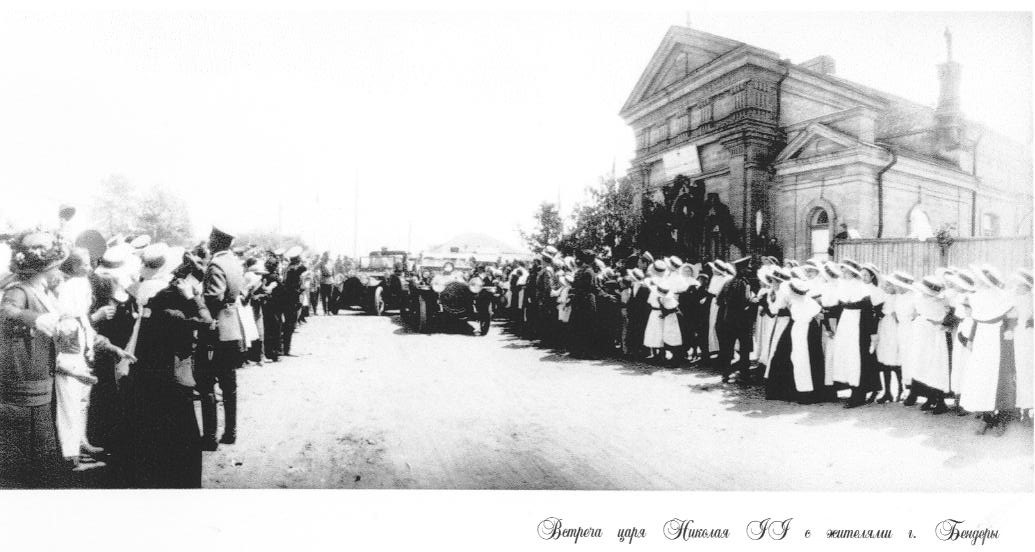
Zar Nikolaus II. in Bender, 1916
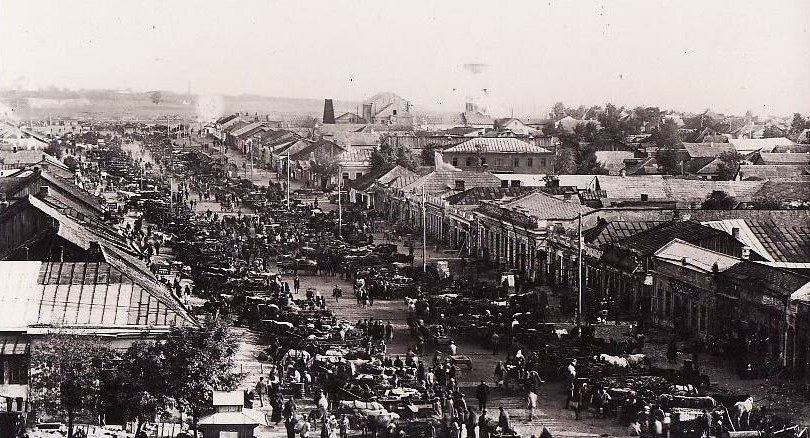
Basar in Bender 1938
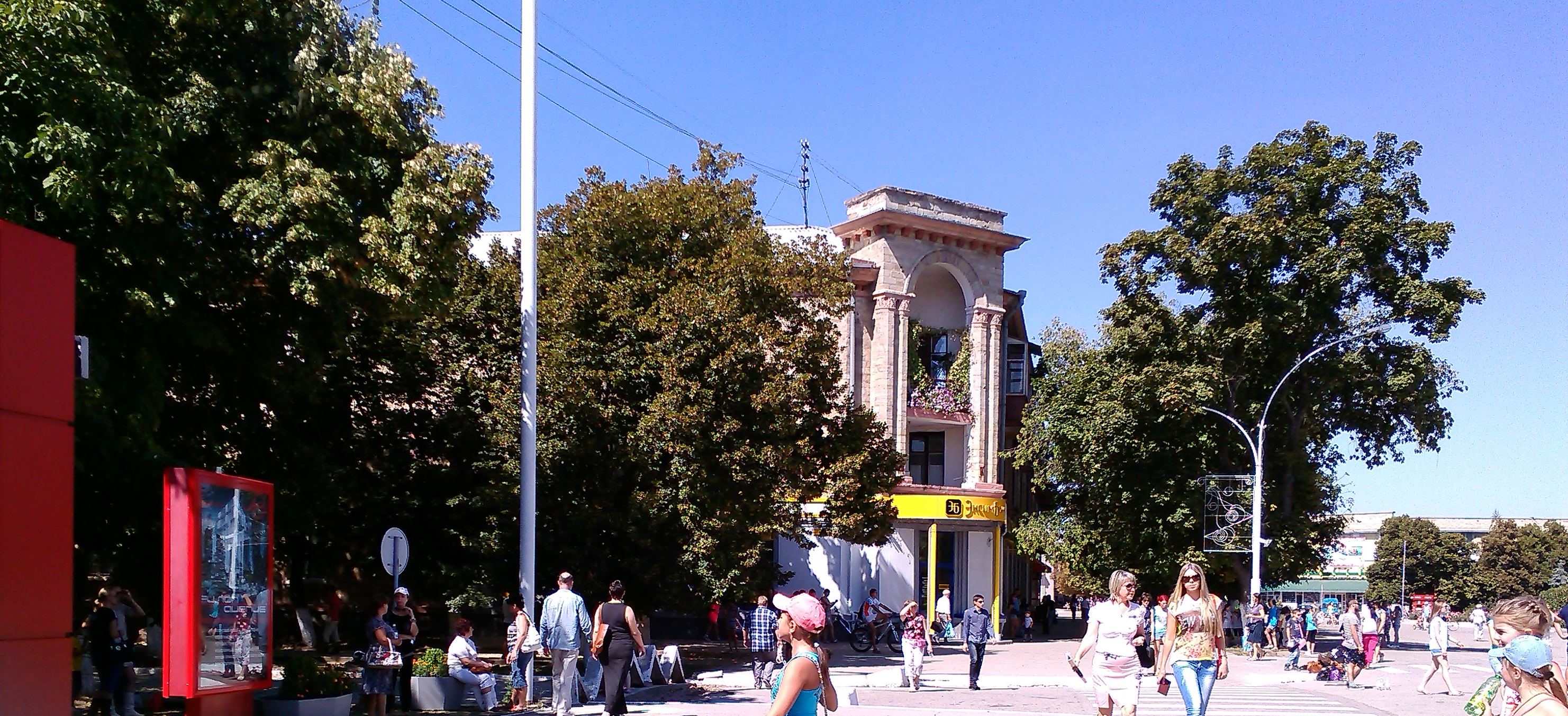
Zentrum der Stadt
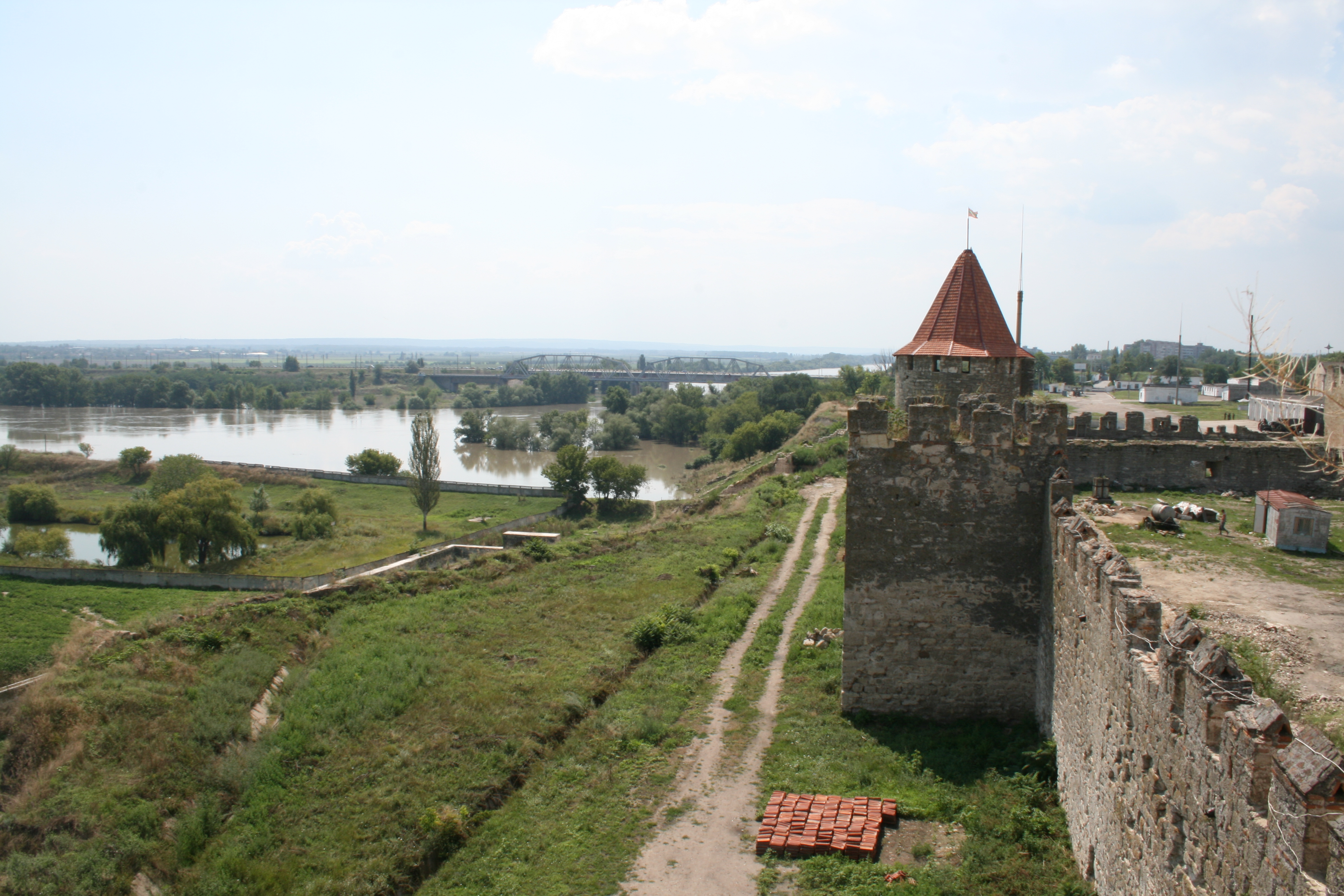
Die Festung von Bender 2003
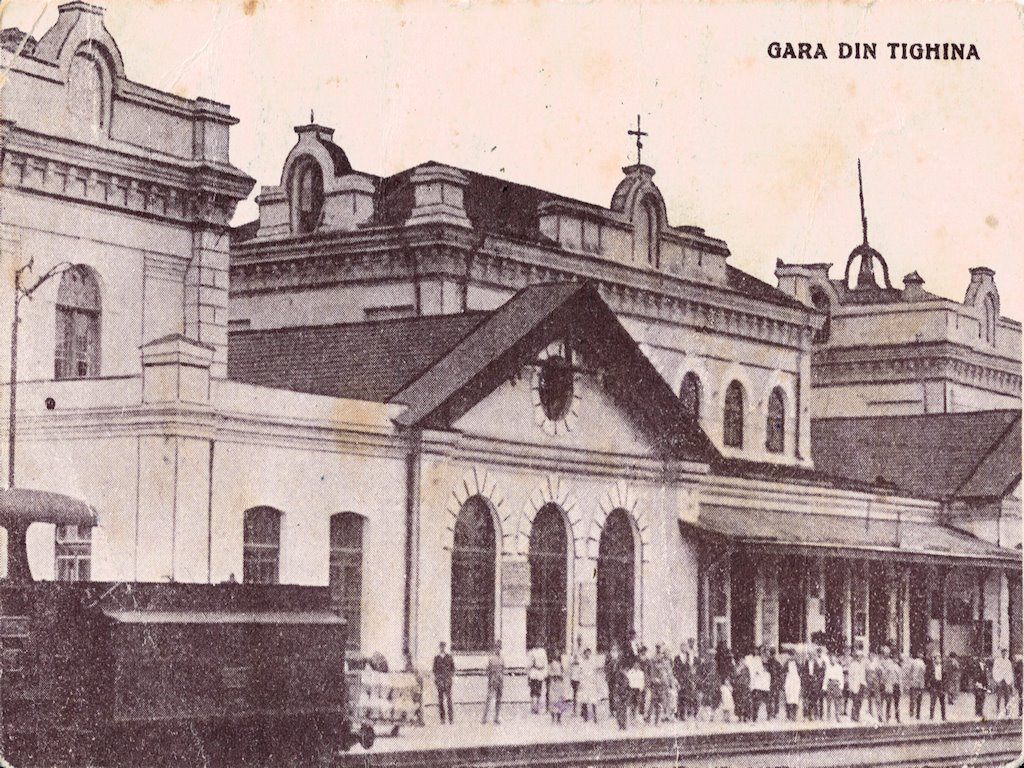
Der Bahnhof der Stadt während der rumänischen Epoche
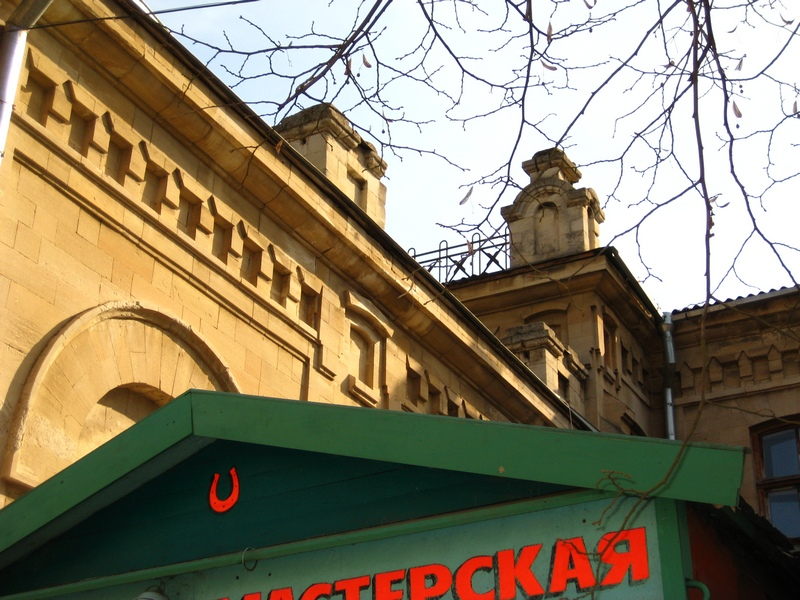
Ehemalige Synagoge in der Stadt

Während des Russisch-Türkischen Krieges von 1768–1774 wurde Bender von Juli bis September 1770 von einer 33.000 Mann starken russischen Armee unter Graf Pjotr Iwanowitsch Panin belagert und unter schweren Verlusten eingenommen. Eine zweite Belagerung fand während des Russisch-Türkischen Krieges von 1787–1792 im Sommer 1789 statt. Erst in der Nacht zum 3. November 1789 erreichte die russische Hauptarmee unter Feldmarschall Potemkin die Übergabe der Festung, dabei zeichnete sich besonders General Michail Kutusow aus, dessen Kavallerie einen Entsatzversuch durch die Budschak-Tataren am Stadtrand zerschlug und damit die Verteidiger demoralisierte. Gemäß dem Versprechen Potemkins wurde der gesamten muslimischen Bevölkerung der Stadt nach der Kapitulation die Möglichkeit eingeräumt, ihre Grundstücke und Vieh zu verkaufen. Gemäß dem Frieden von Jassy von 1791 wurden die Ländereien östlich des Dnjestr dann an Russland übertragen. 1792 wurde auf der anderen Seite des Flusses die Stadt Tiraspol vom russischen Feldherren Alexander Suworow gegründet.
Im Krieg von 1812 wurde ganz Bender von der russischen Armee besetzt und danach Teil der Provinz Bessarabien. In der Folgezeit siedelten sich viele Russen in der Region an, sodass Bender schon bald eine mehrheitlich russischsprachige Stadt wurde. Zudem lebte in Bender auch eine große jüdische Gemeinde; 1910 waren 34,5 % der knapp 20.000 Einwohner Juden.
Nach dem Ersten Weltkrieg kam Bender 1918, als Teil Bessarabiens, zu Rumänien, wurde aber auch gleichzeitig von der kurzlebigen Sowjetrepublik Odessa beansprucht. Das von Odessa aus agierende Rumtscherod konnte zunächst die Kontrolle über weite Teile Bessarabiens erringen, darunter auch Bender. Nach einer Militärintervention Rumäniens kam es zu Kämpfen in ganz Bessarabien, die Rumänien letztlich für sich entscheiden konnte. Am 7. Februar 1918 nahmen rumänische Truppen Bender ein und rückten damit bis zum Ufer des Dnestr vor. Mehrere hundert Menschen kamen dabei ums Leben. Die rumänische Herrschaft war zunächst durch einen repressiven Charakter gekennzeichnet, der unter anderem auch vom französischen Schriftsteller Henri Barbusse thematisiert wurde. Im Mai 1919 kam es in Bender zu einem pro-sowjetischen Aufstand, der den Anschluss der Stadt an die Sowjetunion zu erreichen versuchte. Er wurde allerdings bereits nach einem Tag von rumänischen Truppen niedergeschlagen.
In der rumänischen Epoche wurde der alte Name der Stadt, Tighina, wieder als einzige offizielle Bezeichnung verwendet. Die wirtschaftliche Lage der Stadt war schwierig, das Leben dort war von Armut geprägt. Rumänien verfolgte, verstärkt seit den 1930er Jahren, eine Politik der Entrussifizierung und der kulturellen Rumänisierung; die Ansiedlung von Kolonisten aus anderen Teilen Rumäniens wurde staatlich gefördert und die Benutzung des Russischen reglementiert. Dennoch behielt Bender seinen russischsprachigen Charakter auch während dieser Zeit bei und Russen blieben stets die größte Bevölkerungsgruppe. 1930 waren 48,2 % der etwa 31.000 Einwohner Russen, 26,4 % waren Juden, 17,4 % Rumänen/Moldauer sowie 4,3 % Ukrainer. Russisch verblieb die Hauptumgangssprache und war auch die mit weitem Abstand verbreitetste Muttersprache in der Stadt.
Während des Zweiten Weltkriegs und infolge des deutsch-sowjetischen Nichtangriffspaktes besetzten am 28. Juni 1940 sowjetische Truppen Bessarabien. Die Moldauische Sozialistische Sowjetrepublik wurde unter Einbeziehung von Teilen der Moldauischen ASSR als Teil der Sowjetunion gegründet. Im Juni 1941, nach dem Beginn des Kriegs gegen die Sowjetunion, dem so genannten Unternehmen Barbarossa, ging das Gebiet erneut an Rumänien. Im August 1944, im Laufe der Operation Jassy-Kischinew, eroberte die Sowjetunion das Gebiet zurück. Während des Zweiten Weltkriegs wurde ein großer Teil der jüdischen Bewohner ermordet und die Stadt erlitt massive Zerstörungen.
Nach dem Krieg war Bender dann Teil der Moldauischen Sozialistischen Sowjetrepublik. Während des Bestehens der Sowjetunion wuchs die Einwohnerzahl der Stadt beständig und erreichte 1989 die Zahl von über 138.000. Mehrere Betriebe der produzierenden Industrie wurden dort angesiedelt.
Im Zuge der Auflösung der Sowjetunion 1991 erklärte die ehemalige Moldauische Sowjetrepublik ihre staatliche Unabhängigkeit. Eine Vereinigung mit Rumänien wurde öffentlich debattiert. Im östlichen Landesteil, Transnistrien, in dessen Einflussbereich auch Bender lag, war man aber zunächst noch an einem Verbleib bei der Sowjetunion interessiert und versuchte nach deren endgültigem Zusammenbruch eine Loslösung vom unabhängigen Moldau zu erreichen. Hintergrund waren auch unterschiedliche demographische Verhältnisse in Transnistrien und dem Rest Moldaus. Es kam 1992 zu einem offenen Konflikt zwischen Transnistrien und Moldau, bei dem Moldau mit Waffengewalt versuchte, die Kontrolle über Transnistrien zu erlangen. Die Auseinandersetzung ging letzten Endes zu Gunsten Transnistriens aus. Vom 19. Juni bis 22. Juli 1992 war Bender Schauplatz intensiver Gefechte, bei denen – je nach Schätzung – zwischen knapp 100 und über 400 Menschen ums Leben kamen. Kurzzeitig flohen fast 100.000 Menschen aus der Stadt. Bender konnte kurzzeitig von moldauischen Truppen eingenommen werden, konnte aber letztlich von transnistrischen Einheiten zurückerobert werden. Sofort nach den Gefechten um Bender endete der bewaffnete Kampf um Transnistrien und beide Seiten verständigten sich auf einen Waffenstillstand. Unmittelbar um die Stadt verläuft die transnistrisch-moldauische Kontrolllinie.
Bis auf den Vorort Varnița verlor die Republik Moldau die Kontrolle über die Stadt. Der nördlich von Varnița gelegene Stadtteil, Sewerny, verblieb unter transnistrischer Kontrolle, ist aber vom Rest Transnistriens isoliert und besitzt keine direkte Landverbindung zum Rest der Stadt. Der Transit zwischen Transnistrien und Moldau gestaltet sich in der Praxis aber relativ unkompliziert. So gibt es Buslinien vom Stadtzentrum in von der Republik Moldau kontrollierte Vororte und umgekehrt.
Wie in vielen postsowjetischen Städten ging die Einwohnerzahl seit Anfang der 1990er Jahre deutlich zurück, stabilisierte sich inzwischen aber weitgehend.
1993 wurde ein Oberleitungsbus-Netz in der Stadt eröffnet. Für den Transitverkehr zwischen Transnistrien und Moldau ist Bender heute ein wichtiger Verkehrsknotenpunkt.

## Bevölkerung
| Bevölkerungsgruppe    | Zensus 1897     | Zensus 1930     | Zensus 1989          | Zensus 2004     |
| --------------------- | --------------- | --------------- | -------------------- | --------------- |
| Russen                | 10.984 (34,5 %) | 15.116 (48,2 %) | 57.800 (41,9 %)      | 46.387 (44,2 %) |
| Moldauer/Rumänen      | 2.338 (7,4 %)   | 5.464 (17,4 %)  | 41.400 (29,9 %)      | 25.888 (24,7 %) |
| Ukrainer              | 6.112 (19,2 %)  | 1.349 (4,3 %)   | 25.100 (18,2 %)      | 18.725 (17,8 %) |
| Juden                 | 10.632 (33,4 %) | 8.279 (26,4 %)  | als Sonstige gezählt | 392 (0,4 %)     |
| Bulgaren              | 112 (0,3 %)     | 170 (0,5 %)     | 3.800 (2,8 %)        | 3.332 (3,1 %)   |
| Sonstige/keine Angabe |                 |                 | 9.900 (8,2 %)        | 10.291 (9,8 %)  |
| Gesamt                | 31.797          | 31.384          | 138.000              | 105.010         |

Bender war seit mindestens der zweiten Hälfte des 19. Jahrhunderts eine mehrheitlich russischsprachige Stadt, in der aber zahlreiche jiddischsprachige Juden, Moldauer/Rumänen und einige Ukrainer lebten. Durch seine privilegierte Stellung als Amtssprache diente das Russische seit dem 19. Jahrhundert als allgemeine Verkehrssprache der Stadt. Bevor Bessarabien 1812 an Russland fiel, war Rumänisch aller Wahrscheinlichkeit nach die meistgesprochene Sprache in der Stadt, wenngleich aus dieser Zeit keine genauen Volkszählungsergebnisse stammen. Seit der ersten in der Stadt durchgeführten Volkszählung von 1897 waren Russen stets die größte Ethnie der Stadt. Bis zum Zweiten Weltkrieg waren Juden die zweitgrößte Bevölkerungsgruppe der Stadt. Auch nach 1945 lag ihr Anteil in der Stadt noch weit über dem sowjetischen Durchschnitt.
Beim transnistrischen Zensus im Jahr 2004 betrug die Bevölkerungszahl 97.027 Einwohner; der erweiterte Stadtkreis mit den Vororten Protjagailowka und Gyska hatte 105.010 Einwohner. In der Stadt (ohne Vororte) waren zum Stichtag 44,2 % Russen, 24,7 % Moldauer, 17,8 % Ukrainer, 3,1 % Bulgaren und 1,1 % Gagausen. Daneben gab es kleinere Minderheiten an Weißrussen, Juden, Russlanddeutschen und anderen Minderheiten. Knapp 7 % der Bevölkerung machten keine Angaben zu ihrer Herkunft.
1989 hatte die Einwohnerzahl noch 138.000 betragen. Bedingt durch den Transnistrien-Konflikt sank die Bevölkerungszahl jedoch insbesondere in den frühen 1990er Jahren stark. Inzwischen hat sie sich jedoch teilweise wieder stabilisiert. Die ethnische Zusammensetzung der Stadtbevölkerung hat sich seit 1989 ebenfalls etwas verändert: So ist der Anteil der Juden, wie in der ganzen ehemaligen Sowjetunion, stark gesunken. Ebenfalls leicht gesunken ist seit 1989 zudem der Bevölkerungsanteil der Moldauer, während der Prozentsatz der Russen in der Stadt leicht stieg.

## Wirtschaft, Infrastruktur und Sport
Als Wirtschaftsstandort hat Bender eine relativ große regionale Bedeutung. Hier sind mehrere Unternehmen angesiedelt, wie zum Beispiel die größte Brauerei Transnistriens, die Schuhhersteller Floare und Tighina, das Elektronikunternehmen Moldawkabel für die Elektroindustrie. Die Transnistrische Staatliche Universität mit Sitz im nahegelegenen Tiraspol betreibt eine Filiale in der Stadt.
In Bender gibt es ein Oberleitungsbusnetz, das die Stadt auch mit dem nahegelegenen Tiraspol verbindet. Busse und Marschrutkas verkehren ebenfalls in der Stadt und fahren auch in einige Vororte, die von Moldau kontrolliert werden, wie etwa Varnița oder Hîrbovăț.
Der 1958 gegründete Fußballclub FC Dinamo Bender hat seinen Sitz in der Stadt und spielt derzeit in der zweiten moldauischen Liga. Er durchlief in seiner Vereinsgeschichte mehrere Umbenennungen und lief zuletzt von 2011 bis 2014 unter dem Namen Tighina Bender auf.

## Persönlichkeiten

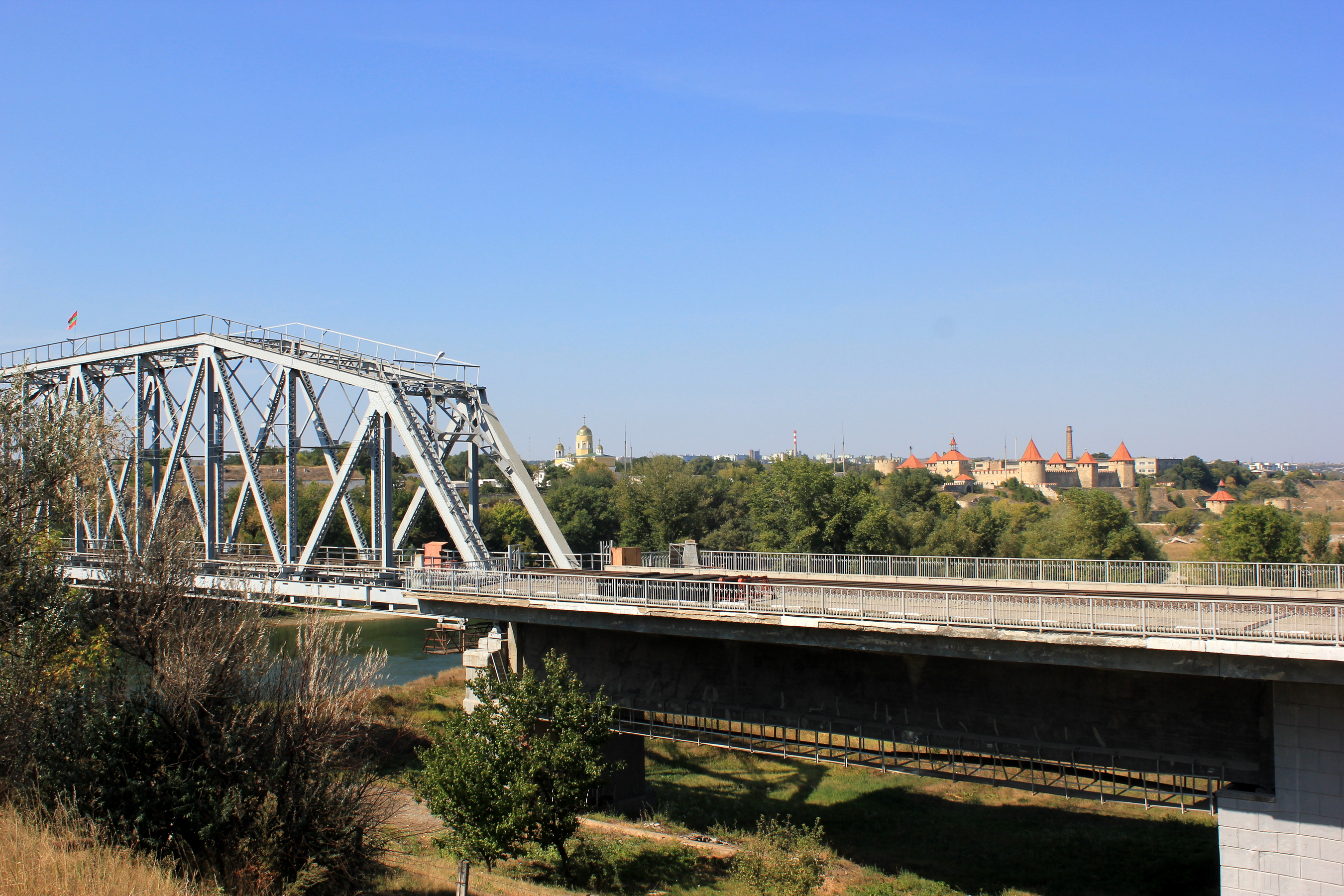
Eisenbahnbrücke über den Dnister, dahinter die Festung Bender

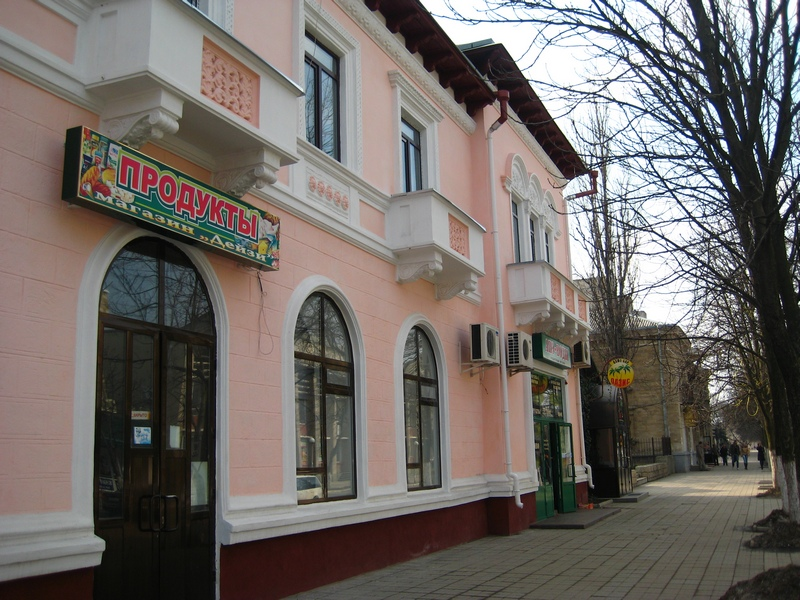
Im Zentrum der Stadt

- Iwan Masepa (1639–1709), ukrainischer Hetman, starb in Bender
- Karl XII. (1682–1718), König von Schweden, lebte von 1709 bis 1713 in der Stadt.
- Benderli Ali Pascha und Benderli Mehmed Selim Sırrı Pascha (1771–1831), türkische Großwesire
- Lew Berg (1876–1950), sowjetischer Zoologe und Geograph jüdischer Abstammung
- Jerzy Neyman (1894–1981), polnischer Statistiker
- Baruch Agadati (1895–1976), israelischer Tänzer, Choreograph, Filmproduzent und -regisseur
- Boris Bilinski (1900–1948), Kostümbildner und Ausstatter beim Film
- Jewgeni Fjodorow (1910–1981), sowjetischer Geophysiker und Polarforscher
- Die Familie Aharon Davidis, eines israelischen Fallschirmjägergenerals (1927–2012)
- Tamara Buciuceanu (1929–2019), rumänische Schauspielerin
- Emil Constantinescu (* 1939), ehemaliger Präsident Rumäniens
- Anatolij Kuzew (1959–2016), ukrainischer Fußballspieler und -trainer
- Anna Gorenko (1972–1999), israelisch-russische Schriftstellerin
- Ina Gliznuța (* 1973), moldauische Hochspringerin
- Nicolai Lilin (* 1980), in Italien lebender russischer Schriftsteller
- Anastassija Mikultschina (* 1983), russische Schauspielerin
- Igor Bugaiov (* 1984), moldauischer Fußballspieler
- Ihor Rejslin (* 1984), ukrainischer Fechter
- Maxim Stojanow (* 1987), russischer Schauspieler
- Artjom Chatschaturow (* 1992), moldauisch-armenischer Fußballspieler

## Bilder

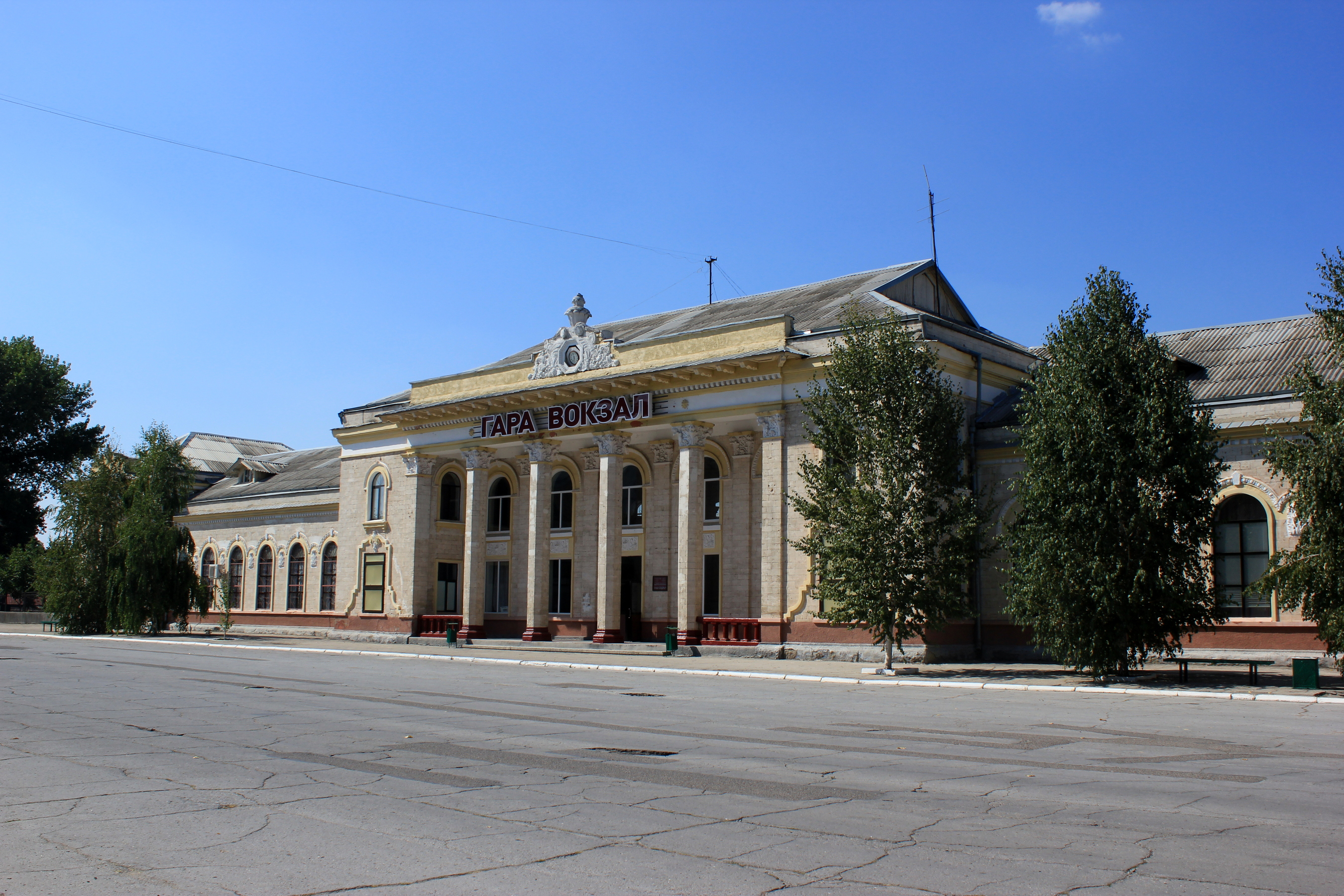
Der Bahnhof, mit zweisprachiger Aufschrift
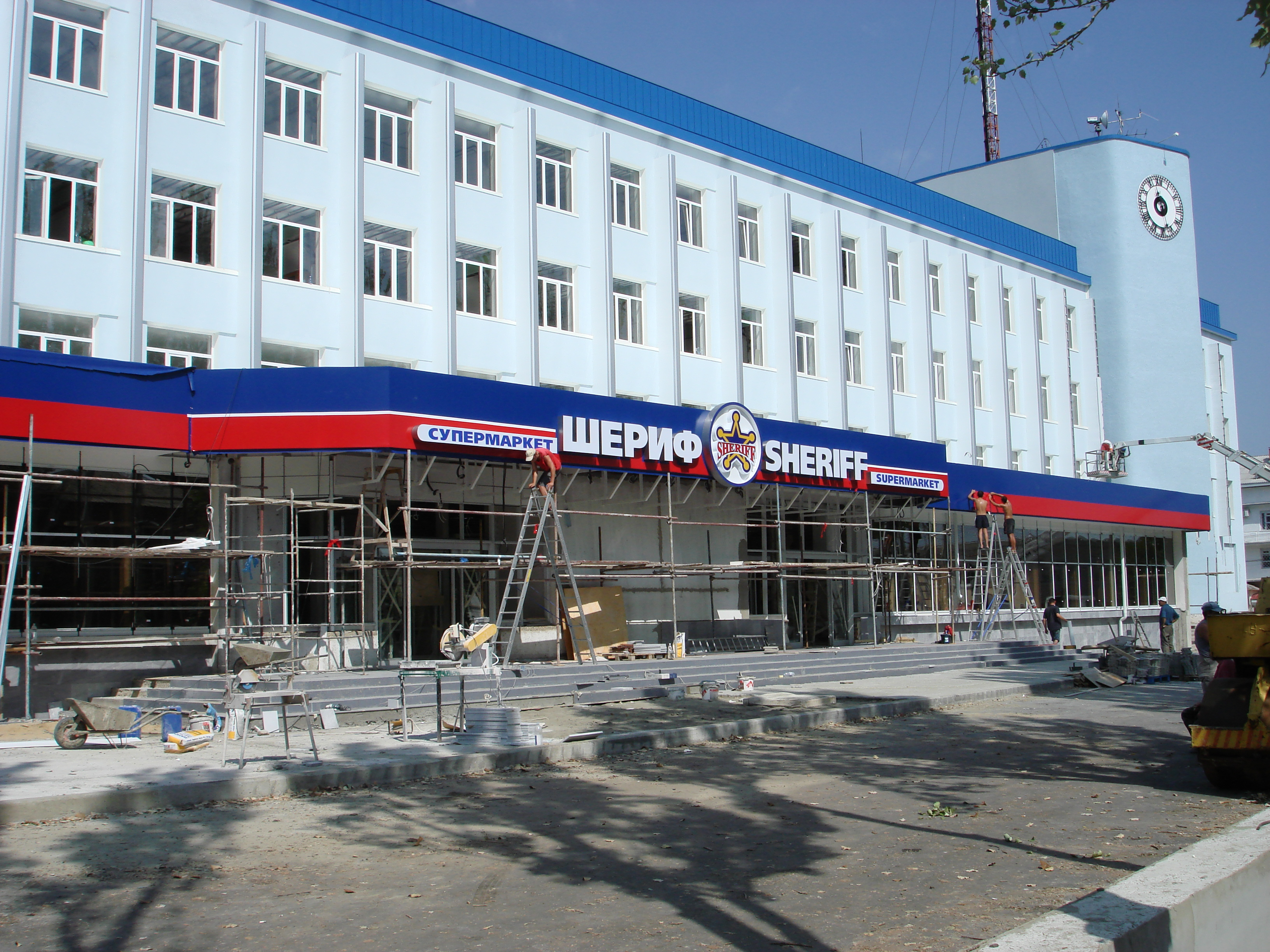
Supermarkt des Sheriff-Konzerns
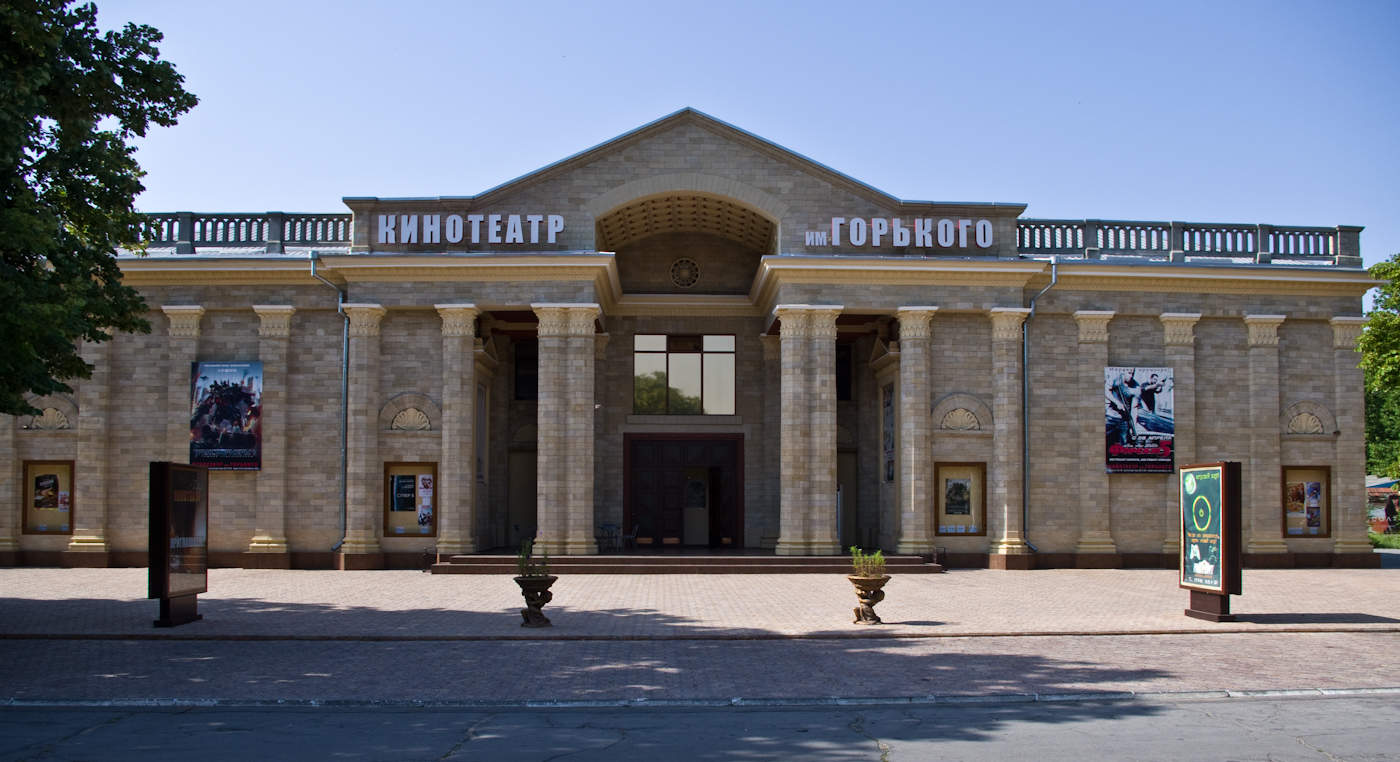
Gorki-Kinotheater

## Sonstiges
- In der italienischen Partnerstadt Cavriago existiert eine Piazza Benderi.